# 宍戸大全
宍戸 大全（ししど だいぜん、1929年11月24日 - ）は、日本のスタントマン・俳優。福島県出身。本名は宍戸 邦博（ししど くにひろ）。映画・テレビドラマの吹き替え（水戸黄門でお馴染みの風車の弥七など）で活躍した。『週刊朝日』1964年7月3日号のインタビューでは、宍戸大全にししどひろやすとルビが振ってある。

## 来歴・人物
1948年、(旧制)福島県立保原中学校 (福島県立保原高等学校) 卒業。
オリンピック選手を目指し日本体育大学に進学するが、練習中に左アキレス腱を痛めてしまい、メルボルンオリンピックへの夢を断念。卒業後は秋田県の女子校である旧大館桂高校の体育教師として生活していた。　
大阪の高校で体育教師をやっていた1956年、大映京都撮影所で製作中の長谷川一夫主演『鼠小僧忍び込み控』でケガ人が出たことから、体操の先生なら身軽でスタンド・イン（吹きかえ）によかろうと同作に臨時出演したことを機に大映に入社。市川雷蔵などスターのスタンド・インを担当した。1961年、当時五社協定時代ながら、岡田茂東映京都撮影所長（当時）に引き抜かれて東映に移り、映画・テレビ問わず端役や吹き替えで出演。東映と専属契約はしたが他社にも出演した（1964年大映『忍びの者 霧隠才蔵』で雷蔵の吹き替え）。
春日太一は、「1962年に公開された市川雷蔵主演の『忍びの者』で、日本初のスタントマンである宍戸大全が、自衛隊のレンジャー部隊に倣って忍者のアクションを考案した」と話している。
東映移籍当初はあまり仕事はなく、体操の先生に戻ろうかと考えていた矢先、1962年頃から映画やテレビで忍者ブームが起こり、以前の忍者映画のようにトリックだけではごまかしが効かず、実技として見せなければならなくなり、主演俳優の身替わりとしてスタンド・インが引っ張りだこになり、その代表格になった。東映京都で、1964年夏に封切りを予定した『鳥人鷹』なる映画（詳細は不明）の準備のため、撮影所内に冒険クラブを作り、跳躍用のトランポリンや、スポンジマットを買い入れ、高さ14～15メートルの城壁から飛び降りる場面をワン・カット（長回し）で撮れるよう猛特訓した。1963年のアメリカのコメディ映画『おかしなおかしなおかしな世界』では、スポンジマットを10個並べたスタントシーンがあり、これを観た宍戸は「日本でももっと冒険者の身の保証と、撮影設備があれば」とため息をついた。
1970年にフリーとなり、特技スタッフとして数多くの時代劇作品に参加した。時代劇のオープニングやエンディングのクレジットには、「特技 宍戸大全」と表記されている。
1973年4月から、大学の後輩でもある千葉真一が率いるジャパンアクションクラブ（JAC）と業務提携していた。
1990年、佐賀県嬉野温泉の時代型テーマパーク肥前夢街道の開業に伴い、園内施設及び「はがくれ忍者屋敷」を建設段階から総合プロデュース。開業後しばらく「はがくれ忍者屋敷」を宍戸大全アクションチームとして忍者ショーを行った。
2012年春に引退。
アクションチームは、一番弟子の森山陽介が後を継いで活動している。

## 出演作品

### 映画
- 大忍術映画 ワタリ （1966年） - カンネ
- 極悪拳法 （1974年） - 日野玄洋

### テレビドラマ
- 銭形平次 （1966年 - 1984年）
- 怪獣王子（1967年 - 1968年）
- 必殺シリーズ（ABC / 松竹）
  - 新・必殺仕置人
    - 第17話「代役無用」（1977年5月20日） - 久六
    - 第40話「愛情無用」（1977年10月28日） - 又八

  - 必殺商売人
    - 第5話「空桶で唄う女の怨みうた」（1978年3月17日） - 酔っ払いの男
    - 第26話「毒牙に噛まれた商売人」（1978年8月18日） - 参造

  - 翔べ! 必殺うらごろし 第22話「死人が教えた金のありか」（1979年5月4日） - き樵り
  - 必殺仕事人
    - 第63話 「誘い技死霊からくり岩山落し」（1980年8月22日）- 源次
    - 第70話「慕い技 神輿暴れ突き」（1980年10月10日） - 刺客

  - 新・必殺仕事人
    - 第23話「主水かくれて夜勤する」（1981年10月23日） - 森田屋泰蔵
    - 第40話「主水ケチに感心する」（1982年3月12日） - 盗賊
    - 第51話「主水ビックリする」（1982年5月28日） - 越前屋

  - 必殺仕事人III
    - 第27話「暴力塾生にいじめられたのは順之助」（1983年4月15日） - 塾講師
- 妖術武芸帳 第1話「怪異妖法師」（1969年3月16日、TBS / 東映）
- ナショナル劇場（TBS）
  - 水戸黄門[6]（C.A.L）
    - 第1部 第12話「隠密無情 -磐城-」（1970年2月9日）- 乞食
    - 第2部
      - 第12話「黒い誓約書 -久保田-」（1970年12月14日）- 忍び
      - 第30話「隠密兄妹 -佐賀-」（1971年4月19日）- 雲水

    - 第3部 第15話「忍びの掟 -伊賀上野-」（1972年3月6日） - 柘植者の忍者
    - 第4部
      - 第8話「忍び狩り -米沢-」（1973年3月12日）- 俊助
      - 第33話「長槍始末記 -古河-」（1973年9月3日） - 捕り方

    - 第5部 第7話「盗まれた路用金 -富山-」（1974年5月13日） - 玄竜の手下
    - 第7部 第7話「帰ってきた南部駒 -八戸-」（1976年7月5日）
    - 第8部 第29話「妖雲晴れた桜島 -鹿児島-」（1978年1月30日）- 薩摩の忍び
    - 第31部 第1話「水戸黄門 -水戸・江戸-」（2002年10月14日） - 太田の百姓

  - 大岡越前（C.A.L）
    - 第2部
      - 第14話「呪われた鎧」（1971年8月16日）
      - 第22話「幻術師」（1971年10月11日）※欠番作品

  - 江戸を斬る 梓右近隠密帳 第5話「和蘭陀囃子の謎」（1973年10月22日、C.A.L） - 淡路屋の用心棒
- 遠山の金さん捕物帳（NET / 東映）
  - 第36話「寝返った女」（1971年3月14日）- 浪人
  - 第78話「赤ちゃんを盗んだ男」（1972年1月2日）- 疾風組の男
  - 第93話「虎が惚れた女」（1972年4月16日）- 忍び
  - 第138話「天井天下に命を張った男」（1973年2月25日）
  - 第165話「玉の輿を蹴る女」（1973年9月2日）
- 吉宗評判記 暴れん坊将軍 第152話「将軍と馬泥棒とガキ大将」（1981年3月14日）- 馬方